# Johann Heinrich Speich
Johann Heinrich Speich (* 19. November 1813 in Luchsingen; † 19. Juni 1891 in Glarus) war ein Schweizer Alpinist und Gründungsmitglied des Schweizer Alpen-Clubs.

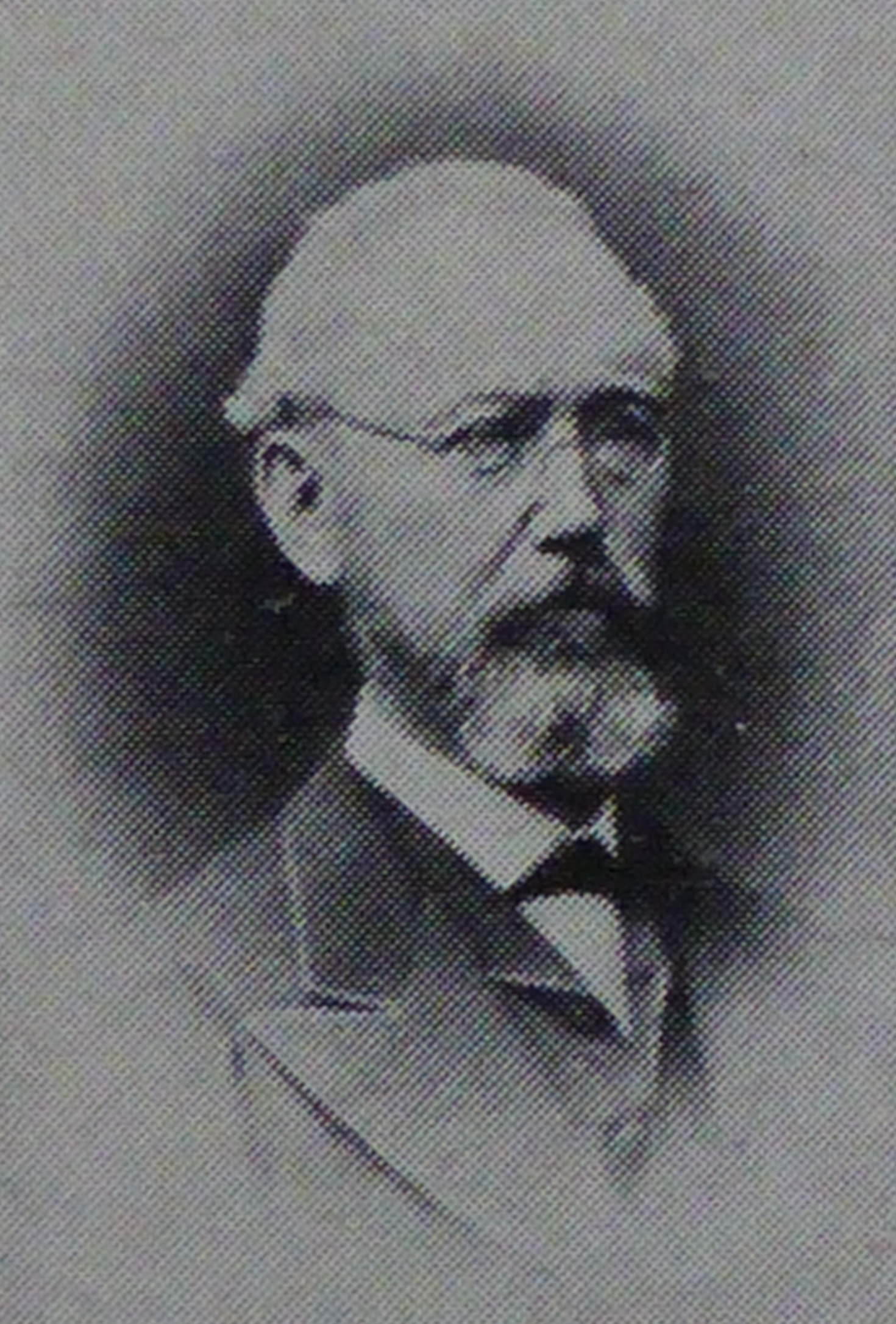
Johann Heinrich Speich

## Leben
Johann Heinrich Speich war der Sohn eines Zimmermeisters, Schuhmachers und Gemeindepolitikers (Dorfvogt). Er wurde Musterzeichner (Dessinateur) in der Stoffdruckindustrie in Glarus. Später trug er den Allianznamen Speich-Jenny und wurde, wie sein Vater, ebenfalls Dorfvogt sowie zudem Gemeinderat von Glarus.
Als Alpinist trat er in Erscheinung durch die vermutlich zweite Besteigung des Piz Russein, des höchsten Tödigipfels, vom 8. August 1859, zusammen mit Th. von Hallwyl aus Bern, H. von Sprecher aus Chur sowie den Führern Vater und Sohn Thut und Gabriel Vögeli aus Linthal.
Am 19. April 1863 gehörte er zu den 35 Männern, die im Bahnhofbuffet Olten den Schweizer Alpen-Club gründeten.
Nach Johann Heinrich Speich ist der Speichstock (2967 m) zwischen Gemsfairenstock und Clariden benannt, den er zusammen mit Begleitern am 10. August 1863 im Rahmen der offiziellen SAC-Expedition erstmals bestieg.
1880 wurde er Ehrenmitglied der Sektion Tödi des Schweizer Alpen-Clubs.

## Weblink
- SAC Sektion Tödi

| Personendaten    | Personendaten           |
| ---------------- | ----------------------- |
| NAME             | Speich, Johann Heinrich |
| KURZBESCHREIBUNG | Schweizer Alpinist      |
| GEBURTSDATUM     | 19. November 1813       |
| GEBURTSORT       | Luchsingen              |
| STERBEDATUM      | 19. Juni 1891           |
| STERBEORT        | Glarus                  |